# Kloster Aya Nikola

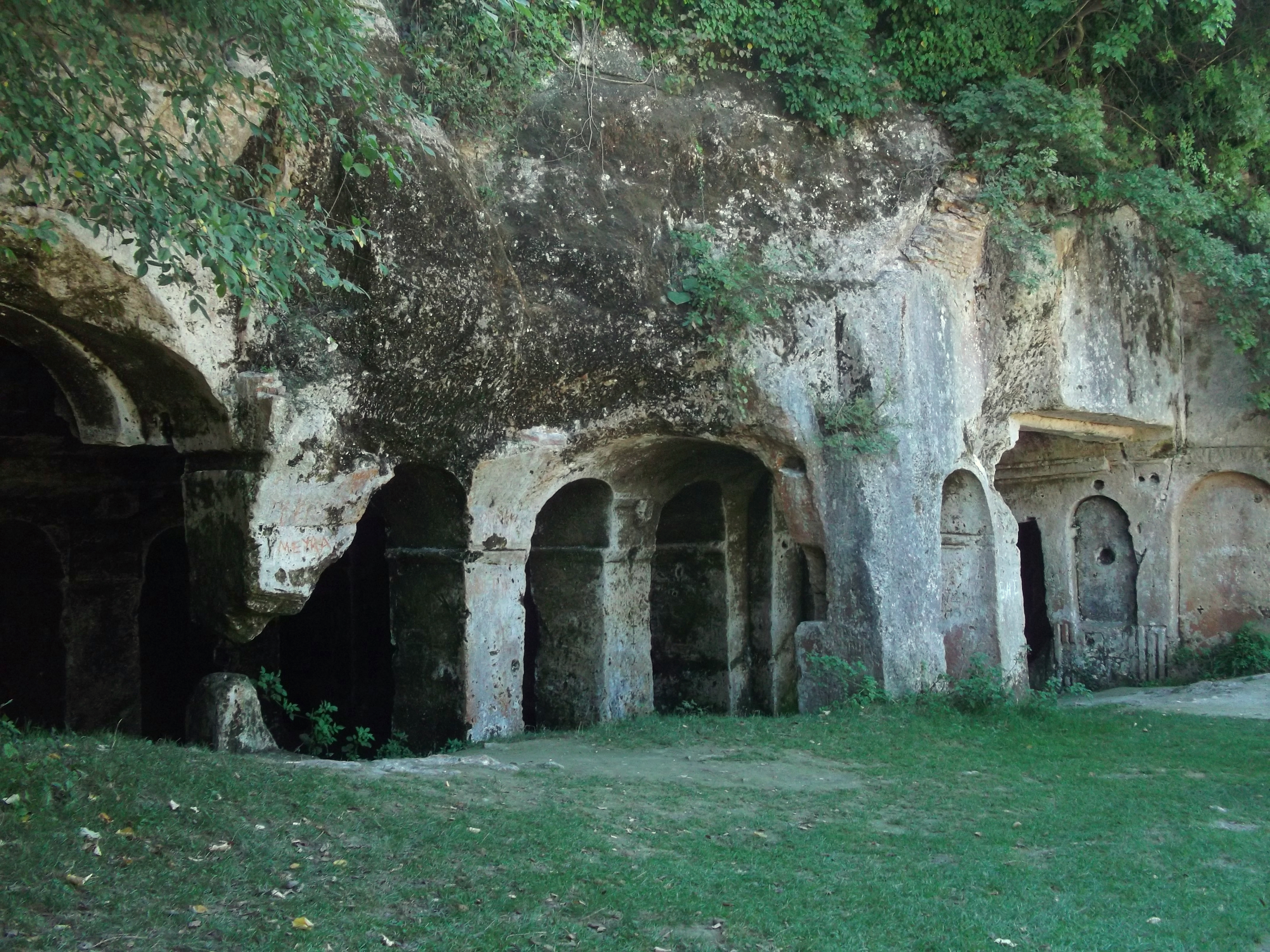

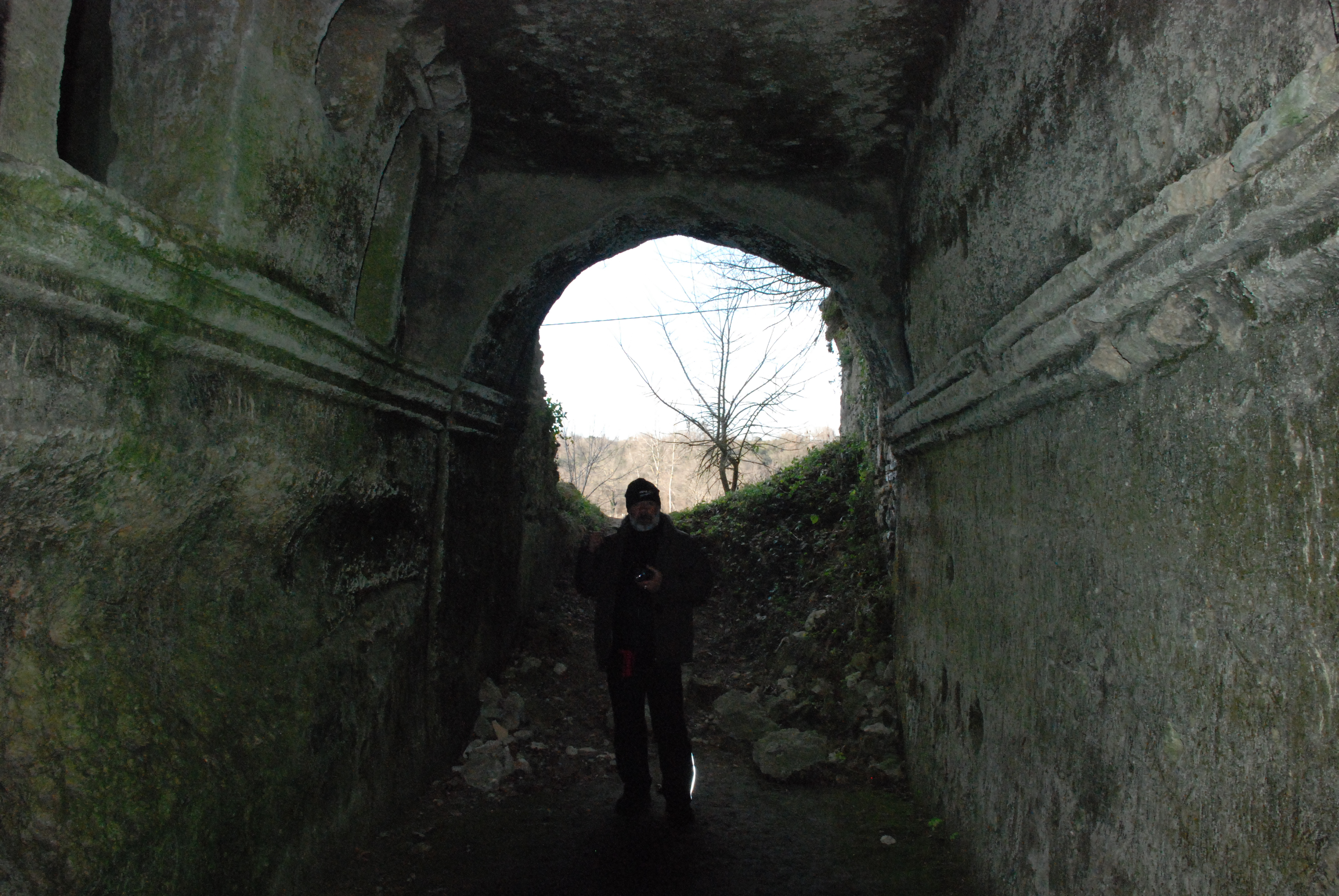
Kloster Aya Nikola von innen

Das Kloster Aya Nikola liegt bei der Stadt Kıyıköy in der Provinz Kırklareli im Westen der Türkei. Es gilt als eines der ältesten Felsenklöster der Welt.

## Geschichte
Das Kloster wurde im Byzantinischen Reich in der Ära des Kaisers Justinianus I. im 6. Jahrhundert n. Chr. errichtet. Es wurde innerhalb von 38 Jahren von 527 bis 565 n. Chr. erbaut. Eine im 19. Jahrhundert hinzugefügte Holzfront ist nicht mehr erhalten.
Koordinaten: 41° 38′ 3″ N, 28° 4′ 58,2″ O